# 죽왕초등학교 구성분교
죽왕초등학교 구성분교는 대한민국 강원특별자치도 고성군에 있었던 공립 초등학교이다.

## 학교 연혁
- 1936. 5. 1 : 오호초등학교 부설 간이학교 인가
- 1964. 3. 1 : 구성초등학교 승격 인가
- 1989. 3. 1 : 죽왕초등학교 구성분교로 개편
- 2005. 9. 1 : 죽왕초교에 통폐합, 폐교